# Бранд, Иоганн Христиан
Иоганн Христиан Бранд (нем. Johann Christian Brand, род. 15 ноября 1722 г. Вена — ум. 12 июня 1795 г. Вена) — австрийский художник-пейзажист и график, мастер гравюры по меди.

## Жизнь и творчество
И. Х. Бранд родился в семье художника-пейзажиста Христиана Хильфегота Бранда (1695—1750), приехавшего в Вену из Пруссии. Был старшим братом также художника и, в будущем, профессора венской Академии художеств Фридриха Августа Бранда. Второй младший брат И. Х. Бранда был австрийско-немецкий художник Карл Генрих Бранд (1724—1787).
С 1736 года И. Х. Бранд обучается в венской Академии изобразительных искусств. В 1766 году он признаётся «камерным художником» этой Академии, с 1772 года — её профессором по классу пейзажа. Художник считался в равной мере как великолепным мастером природного, так и городского пейзажа, изображения произведений архитектуры и т. п. Отдельно в его творчестве стоят 16 масляных картин, созданных мастером для венского Музея военной истории и на которых изоборажены различные виды кавалерии австрийской армии времён правления императрицы Марии-Терезии, сделанные по графической серии Якоба Маттиаса Шмутцера, вышедшей в 1768 году. На этих полотнах искусно изображены как мельчайшие детали униформы всадников, так и окружающие их пейзажи.
И. Х. Бранд по праву считался отцом и предтечей австрийской пейзажной живописи XIX столетия. Его работы являются переходными между живописью барокко и романтическими ландшафтами XIX века. Работы И. Х. Бранда пользовались большой популярностью и признанием уже при жизни художника. Помимо венских музеев, их можно увидеть в музеях и картинных галереях Германии, России, Франции и Великобритании. В 1876 году одна из улиц Вены была названа его именем (Brandgasse).